# Iglesia de San Jorge (Santurde)
La iglesia de San Jorge es un templo situado en el concejo de Santurde, en el municipio alavés de Berantevilla.

## Descripción
Conserva aún partes románicas. Se menciona como iglesia parroquial del lugar en el Diccionario geográfico-estadístico-histórico de España y sus posesiones de Ultramar de Pascual Madoz, donde se asegura que, a mediados del siglo XIX, estaba «servida por dos beneficiados, uno de entera racion y otro de media». Décadas después, ya en el siglo XX, Vicente Vera y López vuelve a reseñarla en el tomo de la Geografía general del País Vasco-Navarro dedicado a Álava, en el que se describe como «parroquia rural de segunda clase, dedicada á San Jorge», perteneciente al arciprestazgo de Labastida.
Los registros sacramentales de bautismos, matrimonios y decesos generados por la parroquia de San Jorge desde el siglo XV hasta el final del XIX se conservan con los del resto de iglesias de la provincia en el Archivo Histórico Diocesano de Vitoria, donde pueden consultarse.